# دومودیدوو ایرلاینز
دومودیدوو ایرلاینز (روسی: ОАО «Авиакомпания «Домодедовские авиалинии») شرکت هواپیمایی روس است، که در سال ۱۹۶۴ تأسیس شد.